# 伏氏副雙邊魚
伏氏副雙邊魚為輻鰭魚綱鱸形目鱸亞目雙邊魚科的其中一個種，分布於亞洲泰國Salween及緬甸Houngarao的淡水流域，體長可達6.7公分，屬肉食性。